# Radko Gudas
Radko Gudas (ur. 5 czerwca 1990 w Pradze) – czeski hokeista, reprezentant Czech, olimpijczyk.
Jego ojciec Leo (ur. 1965) także był hokeistą, obecnie jest trenerem hokejowym.

## Kariera klubowa
- HC Kladno U18 (2004-2007)
- HC Kladno U20 (2006-2008)
  -  Berounští Medvědi (2007, 2008, 2009)
- HC Kladno (2008, 2009)
- Everett Silvertips (2009-2010)
- Norfolk Admirals (2010-2012)
- Syracuse Crunch (2012-2013)
- Tampa Bay Lightning (2013-2015)
- Philadelphia Flyers (2015-2019)
- Washington Capitals (2019-2020)
- Florida Panthers (2020-)

Wychowanek klubu HC Kladno w rodzinnym mieście. Sukcesywnie awansował od juniorskich drużyn klubu do seniorskiego zespołu i grał w nim do 2009 w czeskiej ekstralidze. W drafcie 2009 do juniorskich rozgrywek OHL w ramach CHL został wybrany z numerem 20 przez amerykański klub Everett Silvertips. W połowie 2009 wyjechał do Kanady i przez rok grał w jego barwach w lidze WHL. W maju 2010 w KHL Junior Draft został wybrany przez rosyjski klub Spartak Moskwa, a miesiąc później w drafcie NHL z 2010 został wybrany przez amerykański Tampa Bay Lightning. Od 2010 występował przez dwa sezony w zespole farmerskim wobec Tampy, Norfolk Admirals, w lidze AHL. W sezonie 2012/2013 w tej samej lidze grał w Syracuse Crunch. W lidze NHL w barwach Tampa Bay Lightning gra od marca 2013. W maju 2013 przedłużył kontrakt z klubem o trzy lata. Od marca 2015 zawodnik Philadelphia Flyers. Od czerwca 2019 zawodnik Washington Capitals. W październiku 2020 przeszedł do Florida Panthers, podpisując trzyletnią umowę.
W barwach amerykańskich klubów (Norfolk, Syracuse, Tampa) od 2011 grał z nim jego rodak Ondřej Palát.
Styl gry Gudasa charakteryzuje zarówno skuteczność w grze obronnej, punktowanie w ofensywie, jak również skłonność do wszczynania bójek i duża liczba minut kar. W sezonie 2012/2013 był także rozpoznawalny ze względu na dużego rozmiaru zarost na twarzy.

## Kariera reprezentacyjna
W barwach juniorskich reprezentacji Czech uczestniczył w mistrzostwach świata juniorów do lat 18 w 2008, na mistrzostwach świata do lat 20 w 2009 i 2010.
W kadrze seniorskiej uczestniczył w turniejach mistrzostw świata 2017, 2018, 2019, zimowych igrzysk olimpijskich 2014.

## Sukcesy
Reprezentacyjne
- Awans do MŚ Elity do lat 18: 2008

Klubowe

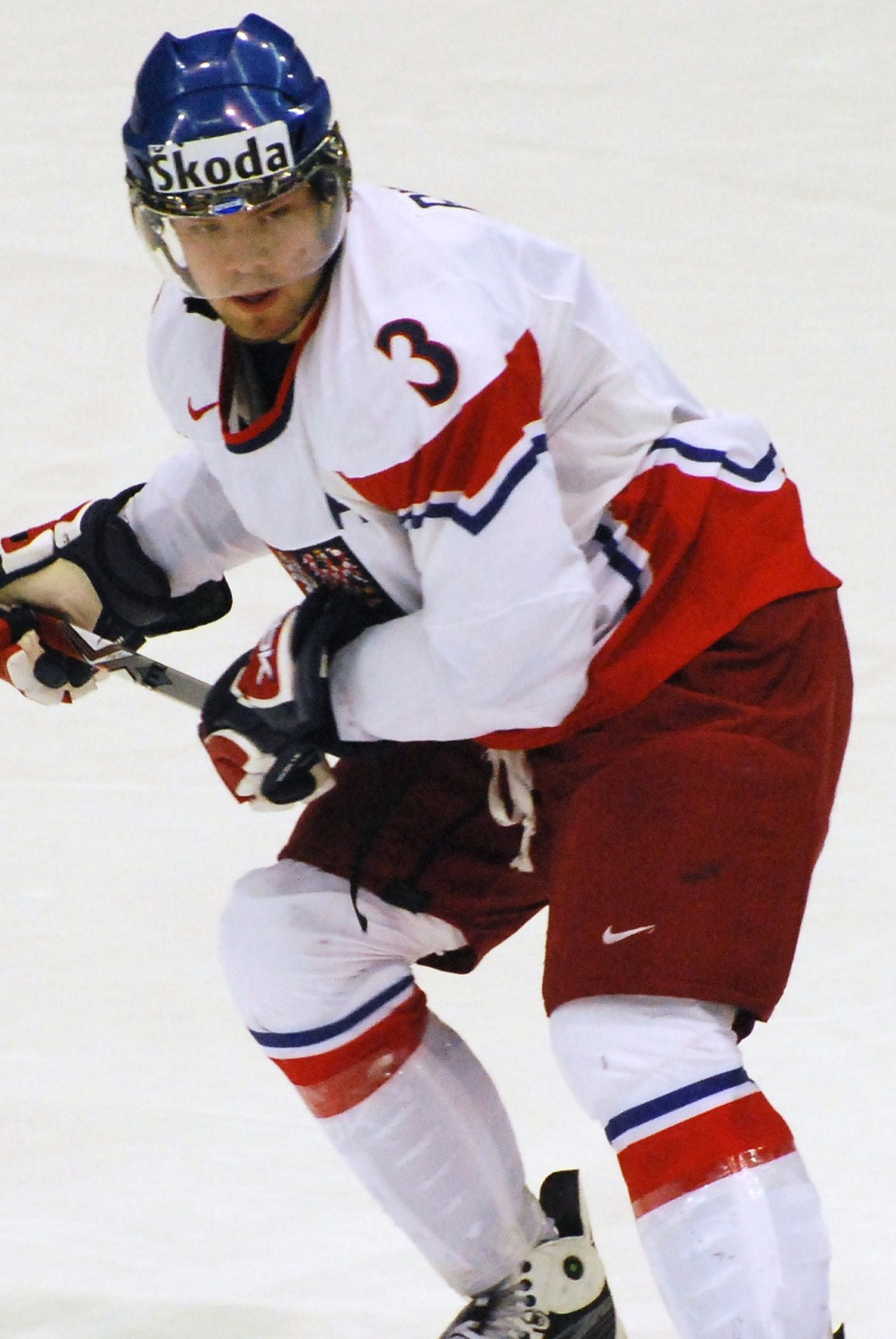
Radko Gudas w barwach Czech na MŚ do lat 20 w 2010

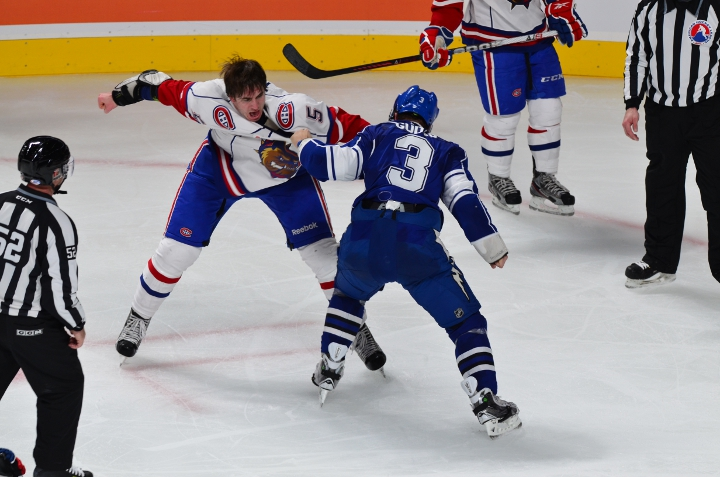
Radko Gudas (z numerem 3) w barwach Syracuse Crunch podczas bójki (2012)

- Mistrzostwo dywizji AHL: 2012 z Norfolk Admirals, 2013 z Syracuse Crunch
- Mistrzostwo konferencji AHL: 2012 z Norfolk Admirals
- Frank Mathers Trophy: 2012 z Norfolk Admirals, 2013 z Syracuse Crunch
- Puchar Caldera - mistrzostwo AHL: 2012 z Norfolk Admirals

Indywidualne
- Mistrzostwa Świata Juniorów w Hokeju na Lodzie 2009/Elita:
  - Jeden z trzech najlepszych zawodników reprezentacji na turnieju
- WHL 2009/2010:
  - Drugi skład gwiazd pierwszoroczniaków Zachodu
- AHL 2012/2013:
  - Pierwsze miejsce w klasyfikacji +/-: +32
  - Mecz Gwiazd AHL
- Mistrzostwa Świata w Hokeju na Lodzie 2017/Elita:
  - Jeden z trzech najlepszych zawodników reprezentacji w turnieju[9]